# Puerto Rico en los Juegos Paralímpicos de Barcelona 1992
Puerto Rico estuvo representado en los Juegos Paralímpicos de Barcelona 1992 por nueve deportistas, ocho hombres y una mujer. El equipo paralímpico puertorriqueño no obtuvo ninguna medalla en estos Juegos.